# Bolivie aux Jeux olympiques d'été de 1968
La Bolivie participe aux Jeux olympiques d'été de 1968 qui se déroulent du 12 au 27 octobre 1968 à Mexico au Mexique. Il s'agit de sa troisième participation à des Jeux olympiques d'été. La délégation bolivienne est représentée par un athlète en canoë-kayak, un en équitation et deux participent au tir.
La Bolivie fait partie des pays qui ne remportent pas de médaille au cours de cet évènement sportif.

## Canoë-Kayak
Hommes
| Athlète            | Épreuve    | Séries   | Séries | Repéchages | Repéchages | Demi-finales | Demi-finales | Finale   | Finale |
| Athlète            | Épreuve    | Résultat | Rang   | Résultat   | Rang       | Résultat     | Rang         | Résultat | Rang   |
| ------------------ | ---------- | -------- | ------ | ---------- | ---------- | ------------ | ------------ | -------- | ------ |
| Fernando Inchauste | K1 - 1000m | Abandon  | /      | NC         | NC         | NC           | NC           | NC       | NC     |

## Equitation
Hommes
| Athlète               | Épreuve          | Finale   | Finale |
| Athlète               | Épreuve          | Résultat | Rang   |
| --------------------- | ---------------- | -------- | ------ |
| Roberto Nielsen-Reyes | Saut d'obstacles | -        | 34e    |

## Tir
Hommes
| Athlète         | Épreuve         | Finale   | Finale |
| Athlète         | Épreuve         | Résultat | Rang   |
| --------------- | --------------- | -------- | ------ |
| Carlos Asbun    | Fosse olympique | 163 pts  | 51e    |
| Ricardo Roberts | Fosse olympique | 161 pts  | 52e    |